# Ursula Haverbeck
Ursula Haverbeck (Winterscheid, 8 de novembro de 1928 – 20 de novembro de 2024) foi uma escritora e ativista nazista alemã. Desde 2004, ela também tem sido objeto de ações judiciais devido a sua negação do Holocausto que, na Alemanha, é crime. Haverbeck foi filiada ao partido neonazista de extrema-direita e foi candidata nas eleições parlamentares europeias de 2019. 
Seu marido, Werner Georg Haverbeck que, durante o período nazista foi, temporariamente, engajado junto a liderança nacional do Partido Nazista, fundou e foi diretor da Federação Imperial de Nação e Pátria, além de escritor, historiador e folclorista d’A Comunidade Cristã.
Em novembro de 2015, aos 87 anos de idade, ela foi sentenciada a dez anos de prisão por negar o Holocausto.

## Morte
Ursula morreu no dia dia 20 de novembro de 2024, aos 96 anos.